# Ignaz Etrich (Politiker)
Ignaz Etrich (* 27. Dezember 1921 in Schatzlar, Tschechoslowakei; † 28. Mai 1989) war ein deutscher Politiker (SED). Er war Stellvertreter des Ministers für Bauwesen der DDR.

## Leben
Etrich, Sohn eines Textilarbeiters, absolvierte nach dem Schulbesuch eine kaufmännische Lehre in einem Bauunternehmen. Später leistete er Kriegsdienst und geriet in sowjetische Kriegsgefangenschaft. 
Nach seiner Rückkehr arbeitete er in der Bau-Union in Heringsdorf und in Schwerin. Er wurde Mitglied der SED. Ab 1951 war Etrich Mitarbeiter im Ministerium für Bauwesen. Er qualifizierte sich als Bauingenieur. Ab 1965 war er stellvertretender Minister für Bauwesen mit Zuständigkeit für den Landwirtschaftsbau. Am 27. Februar 1966 wurde er in den Landwirtschaftsrat der DDR gewählt. Er lebte zuletzt in Berlin.

## Auszeichnungen
- Vaterländischer Verdienstorden in Bronze (1971), in Silber (1979) und in Gold (1987)
- Orden Banner der Arbeit (1973)